# Attaque au couteau à Queanbeyan en 2017
En Australie, du 6 au 7 avril 2017, deux adolescents âgés de 15 et 16 ans ont poignardé mortellement un employé d'une station-service, puis ont blessé gravement quatre personnes à Queanbeyan, en Nouvelle-Galles du Sud,. 
Les attaques ont fait l'objet d'une enquête de la Task Force conjointe australienne contre le terrorisme en tant que crime possible lié au terrorisme. Le 1er mai 2020, les deux hommes ont été condamnés : Le plus âgé a été condamné à une peine d'emprisonnement de 35 ans et 6 mois, tandis que le plus jeune a été condamné à 18 ans et 4 mois.

## Attaque
Peu avant minuit, le 6 avril 2017, deux garçons ont attaqué un employé de la station-service de Queanbeyan avec un couteau à steak. La victime est décédée sur les lieux. Sa mort a été le début d'une vague de crimes qui a duré 14 heures.
Les lettres «IS» étaient écrites avec du sang sur le mur de la station-service,. Sur la base de preuves ADN, la police a confirmé que les lettres étaient écrites avec le sang de la victime .
Les deux hommes ont également agressé un homme dans un parc et sont entrés par effraction dans la maison d'un homme qu'ils connaissaient, l'ont frappé avec un démonte-pneu et prévoyant de voler de l'argent. Puis, aux premières heures du 7 avril 2017, les deux hommes ont hélé un chauffeur, qui les a pris pour des jeunes ayant besoin d'assistance. Un adolescent tenait un couteau à steak avec du sang dessus et se vantait d'avoir utilisé le sang de sa victime précédente pour griffonner sur un mur avant de poignarder le conducteur dans l'estomac alors que son compagnon le frappait avec un marteau,.
Après une poursuite en voiture le 7 avril 2017, les deux hommes ont été arrêtés près de Gilmore sur l' autoroute Monaro . Le 8 avril, ils ont comparu devant le tribunal pour enfants du Territoire de la capitale australienne. Ils ont été condamnés à être extradés pour comparaître devant le tribunal pour enfants de la Nouvelle-Galles du Sud .

## Suspects et poursuites judiciaires
Les deux suspects ont refusé de comparaître à l'audience du tribunal pour enfants du 28 juin 2017, où ils ont été inculpés de meurtre, vol qualifié, blessure avec intention de causer des lésions corporelles, introduction par effraction aggravée et vol de voiture aggravé,. Tous les motifs possibles ont été étudiés, y compris la maladie mentale, la toxicomanie et le terrorisme. On pense que le jeune de 16 ans a des antécédents de maladie mentale et qu'il a consommé du crystal methamphetamine . L'un des suspects a continué de crier Allahu Akbar après son arrestation. Selon les autorités, le jeune homme de 16 ans a mis en ligne du contenu radical dans les semaines qui ont précédé l'attaque. Un officier de police local a déclaré à la presse que "on nous dit que le jeune homme de 16 ans a été influencé par Daech et a été sur Facebook avec la propagande de Daech". La commissaire adjointe de la police de NSW, Catherine Burn, a déclaré: "Nous avons deux adolescents en détention et suffisamment d'informations pour croire que les actions de l'un de ces adolescents peuvent être liées au terrorisme."   Les amis et la famille d'une victime de l'attaque jettent des doutes sur la motivation islamiste derrière l'attaque car la victime était musulmane.
Le suspect de 16 ans a été détenu dans un centre de justice pour mineurs. Il a menacé à plusieurs reprises de violer et de poignarder les agents de la prison «au nom d'Allah». Le jeune homme de 15 ans, détenu dans un autre centre de justice pour mineurs, se serait comporté de manière inconvenante.
Les deux ont été accusés du meurtre à l'arme blanche de l'employé de la station-service, du détournement de voiture et d'une agression malveillante au cours de la frénésie qui a duré plusieurs heures.  Le 28 juin 2019, un magistrat a levé une «ordonnance de non-publication et de suppression» qui avait empêché la couverture médiatique des procédures judiciaires. En levant l'ordonnance, le magistrat a remis en question la justification de l'imposer en premier lieu, affirmant que la publication des débats était un fondement de la justice. Le magistrat a accordé à la police un délai supplémentaire pour enquêter. Les enquêtes médico-légales se sont déroulées malgré les objections de l'avocat des suspects.  Des mémoires devaient être signifiés dans les affaires contre les deux suspects le 18 septembre 2019. Les deux affaires devaient être renvoyées au tribunal le 25 octobre 2019. 
Le 23 septembre 2019, après avoir initialement refusé, les deux suspects avaient plaidé coupable et le procès avait été interrompu. Le plus jeune a reconnu sa culpabilité la semaine précédente, et l'aîné, maintenant âgé de 19 ans, a reconnu les faits de meurtre, vol qualifié, autre coup de couteau et vol de voiture.

### Sentences
Le 1er mai 2020, la Cour suprême de NSW a condamné les deux hommes. L'aîné a été condamné à une peine d'emprisonnement de 35 ans et 6 mois. Le plus jeune a été condamné à 18 ans et 4 mois.

## Victimes
Un ressortissant pakistanais de 29 ans vivant en Australie a été poignardé à mort dans la station-service où il travaillait. Des dispositions ont été prises pour envoyer son corps chez lui au Pakistan pour y être enterré.
Une autre victime a été poignardée à la poitrine à Karabar après avoir arrêté sa voiture sur le bord de la route pour voir si quelqu'un avait besoin d'aide lorsque les deux garçons l'ont hélé. Il a survécu à des blessures graves,,.
Les suspects ont frappé une troisième victime à la tête avec une bouteille de bière et une quatrième victime avec un démonte-pneu.

## Impact
Cette attaque fait partie d'une série d'attaques récentes d'inspiration islamiste en Australie qui ont conduit à une augmentation spectaculaire des mesures de sécurité, y compris l'installation de centaines de bornes de sécurité .
Le comportement violent du suspect de 16 ans en prison a conduit à un débat public sur la nécessité de créer une prison à sécurité maximale pour les adolescents violents.

## Voir également
- Liste des incidents terroristes en avril 2017
- Le coup de couteau comme tactique terroriste, voir (en) en:Stabbing as a terrorist tactic
- Liste des incidents terroristes en Australie, voir (en) en:List of terrorist incidents in Australia